# Liceo maschile di Hluchiv

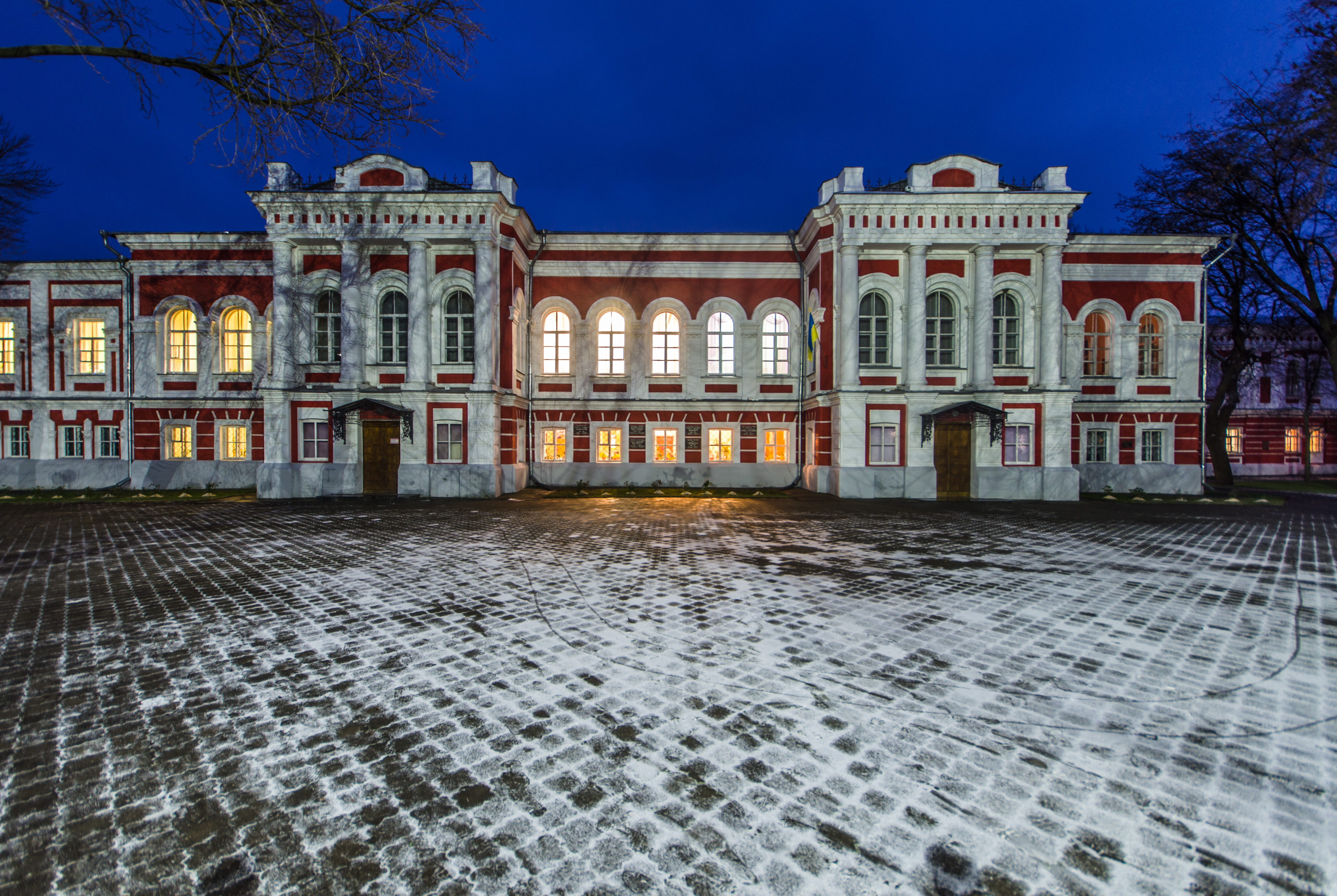
Facciata del liceo maschile

Il Liceo maschile di Hluchiv è un istituto di istruzione secondaria di secondo grado nonché  monumento architettonico di importanza nazionale. Situato nel centro storico di Hluchiv, nel cortile dell'attuale Università Pedagogica Nazionale di Hluchiv "Oleksandr Dovženko". sull'autostrada Mosca-Kiev.
Liceo maschile è di interesse storico e architettonico in quanto edificio ben conservato di un'istituzione educativa dell'era storicista. È di eccezionale valore storico e commemorativo, poiché ad esso sono associati i nomi di molti importanti ucraini.

## Storia
La costruzione della liceo maschile iniziò negli anni '60 dell'Ottocento. Inizialmente faceva parte della casa padronale con case non finite. Appartenne al famoso imprenditore (famoso per i suoi zuccherifici), diplomatico e filantropo Nikóla Artémovyč Teréščenko (Fondatore della dinastia dei Teréščenko) che fu sindaco di Hluchiv nel periodo 1860-1873, fu lui a volere i lavori che in seguito avrebbero portato alla nascita di lì a poco di un ginnasio, di un ospedale e di un ospizio, proprio nei suoi possedimenti, grazie anche al consiglio delle contea di Hluchiv. Nel 1873 il ministro dell'Istruzione pubblica, il conte Dmítrij Andréevič Tolstój, dopo una visita decretò la nascita della scuola e di altre strutture annesse.